# (37838) 1998 DF
1998 دي أف (ويعرف أيضًا باسم (37838) 1998 دي أف وفق تسمية الكوكب الصغير) (بالإنجليزية: 1998 DF)‏ هو كويكب ضمن حزام الكويكبات؛ وترتيبه 37838 من حيث الاكتشاف.
اكتُشف هذا الجُرم الفلكي بواسطة Pierre Antonini ‏ في 17 فبراير 1998.

## وصلات خارجية
- (37838) 1998 DF في قاعدة بيانات مختبر الدفع النفاث لأجرام النظام الشمسي الصغيرة

- الاكتشاف · مخطط المدار ·  العناصر المدارية · المعلمات المادية

- (37838) 1998 DF على موقع ويكي سكاي: DSS2, SDSS, GALEX, IRAS, Hydrogen α, X-Ray, Astrophoto, Sky Map, Articles and images